# Reuben Kosgei
Reuben Kosgei (Reuben Seroney Kosgei; * 2. August 1979 in Kapsabet, Nandi District) ist ein kenianischer Hindernisläufer.
Erstmals machte er 1998 auf sich aufmerksam, als er in Annecy Juniorenweltmeister im 3000-Meter-Hindernislauf wurde. Bei den Olympischen Spielen 2000 in Sydney wurde er mit seiner Laufzeit von 8:21,43 min bislang jüngster Goldmedaillengewinner über 3000 Meter Hindernis. Bei den Weltmeisterschaften 2001 in Edmonton siegte er erneut. Bei den Commonwealth Games 2006 holte er Bronze.
Seine persönliche Bestzeit über 3000 Meter Hindernis beträgt 7:57,29 min.